# Lista de monarcas de Leão

Armas do Reino de Leão

O reino medieval de Leão teve a sua origem na transferência da capital do reino das Astúrias de Oviedo para a cidade de Leão, nos tempos de Afonso III das Astúrias. Mais tarde, por sua morte, este rei dividiu o seu reino entre os seus três filhos: Fruela II governou nas Astúrias, Ordonho II na Galiza, e Garcia I em Leão; pelas suas mortes sucessivas, todos viriam a reinar sobre o reino de Leão.
Deixou de ser administrivamente independente em 1230, quando foi definitivamente absorvido por Castela; desde então os reis daquele reino foram também reis de Leão.

## Dinastia Asturo-Leonesa
| Nome                                   | Retrato | Nascimento                                                                       | Início Reinado        | Fim Reinado            | Casamento(s) | Morte                                                                                      | Notas |
| -------------------------------------- | ------- | -------------------------------------------------------------------------------- | --------------------- | ---------------------- | --- | ------------------------------------------------------------------------------------------ | --- |
| Garcia I O Silencioso                  |         | c. 870? Filho de Afonso III das Astúrias e Jimena Garcês de Pamplona             | 10 de dezembro de 910 | 914                    | Muniadona Nuñez sem filhos | 914 Zamora c. 44 anos Sepultado na Catedral de Oviedo                                      | |
| Ordonho II                             |         | c. 871? Filho de Afonso III das Astúrias e Jimena Garcês de Pamplona             | 914                   | 924                    | Elvira Mendes de Coimbra 892 cinco filhos Aragonta Gonçalves 922 sem filhos Sancha Sanches de Pamplona Fevereiro de 923 sem filhos | 924 Leão c. 53 anos Sepultado na Catedral de Leão                                          | Também rei da Galiza. |
| Fruela II O Leproso                    |         | c. 874 Oviedo Filho de Afonso III das Astúrias e de Jimena Garcês de Pamplona    | 924                   | 925                    | Ximena Nunilo c. 911 três filhos                                                                                                   | Julho de 925 Zamora c. 51 anos Sepultado na Catedral de Leão                               | Também rei das Astúrias. |
| Afonso Froilaz O Corcunda (contestado) |         | c. 911? Filho de Fruela II das Astúrias e Nunilo Jimena?                         | 925                   | 926                    | Não casou | c. 933? c. 34 anos Sepultado na Basílica de Santo Isidoro, em Leão                         | Filho de Fruela II, foi rei de Leão e da Galiza durante um breve lapso de tempo, entre 925 e 926; tão desafortunado foi que a História nem sequer o regista com um ordinal para acompanhar o nome. |
| Afonso IV O Monge                      |         | c. 899? Filho de Ordonho II da Galiza e Leão e Elvira Mendes de Coimbra          | 926                   | 931                    | Onneca Sanches de Pamplona 925 dois filhos                                                                                         | Agosto de 933 Ruiforco de Torío c. 34 anos Sepultado na Basílica de Santo Isidoro, em Leão | |
| Ramiro II O Grande                     |         | c. 900? Filho de Ordonho II da Galiza e Leão e Elvira Mendes de Coimbra          | 931                   | 951                    | Ausenda Guterres 925 três filhos Urraca Sanches de Pamplona 930 dois filhos                                                        | 951 Ruiforco de Torío c. 51 anos Sepultado na Basílica de Santo Isidoro, em Leão           | Trata-se do primeiro rei a intitular-se (ainda que por breve período de tempo - entre 925, ainda em disputas com o irmão Afonso IV, e 931, um ano após a subida ao trono) de rei da terra portucalense - reconhecimento pleno da existência de uma terra portucalense, que já se vinha firmando desde 868, com a conquista de Vímara Peres e a formação da sua casa condal à frente dos destinos da mesma.                                                                                              |
| Ordonho III                            |         | c. 925? Filho de Ramiro II de Leão e Ausenda Guterres                            | 951                   | 956                    | Urraca Fernandes de Castela 950 dois filhos                                                                                        | Agosto de 956 Zamora c. 31 anos Sepultado na Basílica de Santo Isidoro, em Leão            | |
| Sancho I O Crasso                      |         | c. 935? Filho de Ramiro II de Leão e Urraca Sanches de Pamplona                  | 956                   | 958                    | Teresa Ansures 28 de março de 959 um filho                                                                                         | 966 Zamora c. 34 anos Sepultado na Catedral de Oviedo                                      | |
| Sancho I O Crasso                      | 960     | c. 935? Filho de Ramiro II de Leão e Urraca Sanches de Pamplona                  | 966                   |                        | Teresa Ansures 28 de março de 959 um filho                                                                                         | 966 Zamora c. 34 anos Sepultado na Catedral de Oviedo                                      | |
| Ordonho IV O Mau                       |         | c. 926? Filho de Afonso IV de Leão e Onneca Sanches de Pamplona                  | 958                   | 960                    | Urraca Fernandes de Castela Antes de 13 de novembro de 958 sem filhos                                                              | c. 962? Córdova c. 36 anos Sepultado na Basílica de Santo Isidoro, em Leão                 | |
| Ramiro III                             |         | 961 Filho de Sancho I de Leão e Teresa Ansúrez                                   | 966                   | 26 de junho de 985     | Sancha Gomes Antes de 18 de outubro de 980 um filho                                                                                | 26 de junho de 985 Destriana c. 24 anos Sepultado na Basílica de Santo Isidoro, em Leão    | Em guerra com Bermudo II desde 981. |
| Bermudo II O Gotoso                    |         | c. 948? Filho de Ordonho III de Leão e Urraca Fernandes de Castela               | 26 de junho de 985    | 999                    | Velasquita Ramires 980 um filho Elvira Garcia 980 três filhos                                                                      | c. 999? Villanueva del Bierzo c. 51 anos Sepultado na Basílica de Santo Isidoro, em Leão   | Reinava na Galiza e em Portugal efetivamente desde 981, em guerra com Ramiro III. |
| Afonso V O Nobre                       |         | c. 994? Filho de Bermudo II de Leão e Elvira Garcia                              | 999                   | 7 de agosto de 1028    | Elvira Mendes de Portucale 1014 dois filhos Urraca Garcês de Pamplona Entre maio e novembro de 1023 um filho                       | 7 de agosto de 1028 Viseu c. 34 anos Sepultado na Basílica de Santo Isidoro, em Leão       | O primeiro a usar o título de rei de Castela (como Afonso V de Castela). |
| Bermudo III O Moço                     |         | 1017 Filho de Afonso V de Leão e Castela e Elvira Mendes de Portucale            | 7 de agosto de 1028   | 4 de setembro de 1037  | Jimena Sánchez Antes de 17 de fevereiro de 1035 um filho                                                                           | 4 de setembro de 1037 Toledo c. 20 anos                                                    | |
| Sancha I                               |         | c. 1018? Filha de Afonso V de Leão e Castela e Elvira Mendes de Portucale        | 4 de setembro de 1037 | 27 de dezembro de 1065 | 1032 cinco filhos | 7 de novembro de 1067 Leão c. 49 anos Sepultada na Basílica de Santo Isidoro, em Leão      | Irmã de Bermudo III, governa conjuntamente com o esposo, Fernando I, primeiro rei de Castela. |
| Fernando I O Grande                    |         | c. 1016? Navarra Filho de Sancho Garcês III de Pamplona e Munia Mayor de Castela | 4 de setembro de 1037 | 27 de dezembro de 1065 | 1032 cinco filhos | 27 de dezembro de 1065 Leão c. 49 anos Sepultado na Basílica de Santo Isidoro, em Leão     | Primeiro rei de Castela. Depois de derrotar as tropas leonesas e da morte do rei Bermudo III, Fernando I, que já era rei de Castela (que se autonomizara de condado em reino chefiado pelos reis de Navarra), acedeu ao trono de Leão; o seu direito fundamentava-se no casamento com Sancha, irmã de Bermudo; trata-se da primeira unificação dos tronos de Leão e Castela. Após a morte de Fernando, o reino foi repartido pelos seus três filhos, Garcia (Galiza), Sancho (Castela) e Afonso (Leão). |

## Dinastia Jiménez
| Nome                 | Retrato              | Nascimento                                                                            | Início Reinado         | Fim Reinado          | Casamento(s) | Morte                                                                               | Notas |
| -------------------- | -------------------- | ------------------------------------------------------------------------------------- | ---------------------- | -------------------- | --- | ----------------------------------------------------------------------------------- | --- |
| Afonso VI O Bravo    |                      | 1047 Santiago de Compostela Filho de Fernando I de Leão e Sancha I de Leão            | 27 de dezembro de 1065 | Janeiro de 1072      | Inês da Aquitânia 1073 sem filhos Constança da Borgonha 1079 seis filhos Berta 25 de novembro de 1093 sem filhos Isabel (Zaida de Sevilha?) 1100 dois filhos Beatriz 1108 sem filhos | 1 de julho de 1109 Toledo 62 anos Sepultado no Mosteiro de Sahagún                  | Também rei da Galiza (1071-1109) e de Castela (1072-1109), usando o título de imperador a partir de 1073. Depôs o irmão, Sancho II, recuperando o trono. |
| Afonso VI O Bravo    | 7 de outubro de 1072 | 1047 Santiago de Compostela Filho de Fernando I de Leão e Sancha I de Leão            | 1 de julho de 1109     |                      | Inês da Aquitânia 1073 sem filhos Constança da Borgonha 1079 seis filhos Berta 25 de novembro de 1093 sem filhos Isabel (Zaida de Sevilha?) 1100 dois filhos Beatriz 1108 sem filhos | 1 de julho de 1109 Toledo 62 anos Sepultado no Mosteiro de Sahagún                  | Também rei da Galiza (1071-1109) e de Castela (1072-1109), usando o título de imperador a partir de 1073. Depôs o irmão, Sancho II, recuperando o trono. |
| Sancho II O Forte    |                      | c. 1040? Zamora Filho de Fernando I de Leão e Sancha I de Leão                        | Janeiro de 1072        | 7 de outubro de 1072 | Alberta | 7 de outubro de 1072 Zamora 31-32 anos Sepultado no Mosteiro de San Salvador de Oña | Também rei de Castela (1065-1072), irmão de Afonso VI.                                                                                                   |
| Urraca I A Temerária |                      | 24 de junho de 1081 Leão Filha de Afonso VI de Leão e Castela e Constança da Borgonha | 1 de julho de 1109     | 8 de março de 1126   | Raimundo de Borgonha 1095 dois filhos Afonso I de Aragão 1106 sem filhos | 8 de março de 1126 Saldaña 44 anos Sepultada na Basílica de Santo Isidoro, em Leão  | Casada com Raimundo da Borgonha (m. 1107) e depois com Afonso I de Aragão, o Batalhador, rei-consorte, não de jure                                       |

## Dinastia da Borgonha
| Nome                   | Retrato | Nascimento                                                                                   | Início Reinado         | Fim Reinado            | Casamento(s) | Morte                                                                                   | Notas |
| ---------------------- | ------- | -------------------------------------------------------------------------------------------- | ---------------------- | ---------------------- | --- | --------------------------------------------------------------------------------------- | --- |
| Afonso VII O Imperador |         | 1 de março de 1105 Caldas de Reis Filho de Urraca I de Leão e Castela e Raimundo de Borgonha | 8 de março de 1126     | 21 de agosto de 1157   | Berengária de Barcelona 1127-1128 sete filhos Riquilda da Polônia 1152 uma filha                                  | 21 de agosto de 1157 Viso del Marqués 52 anos Sepultado na Catedral de Toledo           | Usou o título de imperador. Da morte de Afonso VII, o reino foi repartido pelos seus dois filhos, Fernando (Leão) e Sancho (Castela e Toledo). |
| Fernando II            |         | 1137 Caldas de Reis Filho de Afonso VII de Leão e Castela e Berengária de Barcelona          | 21 de agosto de 1157   | 21 de janeiro de 1188  | Urraca de Portugal 1164 um filho Teresa Fernandes de Trava 1178 dois filhos Urraca Lopes de Haro 1185 três filhos | 21 de janeiro de 1188 Benavente 51 anos Sepultado na Catedral de Santiago de Compostela | |
| Afonso IX O Baboso     |         | 15 de agosto de 1171 Zamora Filho de Fernando II de Leão e Urraca de Portugal                | 21 de janeiro de 1188  | 24 de setembro de 1230 | Teresa de Portugal 1191 três filhos Berengária de Castela Dezembro de 1197 cinco filhos                           | 24 de setembro de 1230 Sarria 59 anos Sepultado na Catedral de Santiago de Compostela   | Devido a Afonso VIII de Castela, Afonso tomou o número IX. |
| Sancha II de jure      |         | c. 1192? Zamora Filho de Afonso IX de Leão e Teresa de Portugal                              | 24 de setembro de 1230 | 11 de dezembro de 1230 | Não casou | c. 1243? Villabuena c. 51 anos                                                          | Após a morte de Afonso IX, o seu filho Fernando, já rei de Castela (herança materna), herdou também a coroa de Leão, apesar de o seu pai o ter deserdado em favor das filhas Sancha e Dulce. Pelo acordo de paz firmado, a Concórdia de Benavente, por mediação da sua mãe, Beata Teresa de Portugal, estas renunciaram ao trono em favor do meio-irmão; foi então que se deu a unificação definitiva das coroas de Leão e Castela, mantendo-se embora os privilégios, foros e costumes próprios de cada reino em separado. |
| Dulce I de jure        |         | c. 1194? Zamora Filho de Afonso IX de Leão e Teresa de Portugal                              | 24 de setembro de 1230 | 11 de dezembro de 1230 | Não casou | c. 1248? Villabuena c. 54 anos                                                          | Após a morte de Afonso IX, o seu filho Fernando, já rei de Castela (herança materna), herdou também a coroa de Leão, apesar de o seu pai o ter deserdado em favor das filhas Sancha e Dulce. Pelo acordo de paz firmado, a Concórdia de Benavente, por mediação da sua mãe, Beata Teresa de Portugal, estas renunciaram ao trono em favor do meio-irmão; foi então que se deu a unificação definitiva das coroas de Leão e Castela, mantendo-se embora os privilégios, foros e costumes próprios de cada reino em separado. |
| Fernando III O Santo   |         | 24 de junho de 1201 Peleas de Arriba Filho de Afonso IX de Leão e Berengária de Castela      | 11 de dezembro de 1230 | 30 de maio de 1252     | Beatriz da Suábia Novembro de 1219 dez filhos Joana de Dammartin 1237 cinco filhos                                | 30 de maio de 1252 Sevilha 51 anos Sepultado na Catedral de Sevilha                     | Após a morte de Afonso IX, o seu filho Fernando, já rei de Castela (herança materna), herdou também a coroa de Leão, apesar de o seu pai o ter deserdado em favor das filhas Sancha e Dulce. Pelo acordo de paz firmado, a Concórdia de Benavente, por mediação da sua mãe, Beata Teresa de Portugal, estas renunciaram ao trono em favor do meio-irmão; foi então que se deu a unificação definitiva das coroas de Leão e Castela, mantendo-se embora os privilégios, foros e costumes próprios de cada reino em separado. |

A lista prossegue com Lista de reis de Castela.